# 吉田太郎一
吉田 太郎一（よしだ たろういち、1919年（大正8年）12月24日 - 2014年（平成26年）3月14日）は、日本の財務官僚。京都府出身。

## 来歴
関東財務局長、大蔵省大臣官房審議官（銀行局担当）、経済企画庁長官官房長を経て、1972年（昭和47年）大蔵省銀行局長。1974年（昭和49年）財務官に就任。
1976年（昭和51年）に退官。その後、アジア開発銀行総裁、東京金融先物取引所理事長を歴任し、1993年（平成5年）の秋の叙勲で勲一等瑞宝章を受章。
2014年3月14日午前10時40分、肺気腫のため東京都世田谷区の自宅で死去。94歳没。

## 略歴
- 東京帝国大学法学部政治学科卒業[1]
- 1944年（昭和19年）9月 大蔵省入省（主計局兼主税局）[1]
- 1946年（昭和22年）3月 東京財務局理財部管理課
- 1947年（昭和22年）5月8日 堺税務署長
- 1948年（昭和23年）6月21日 横須賀税務署長
- 1949年（昭和24年）10月18日 東京国税局総務部総務課長
- 1950年（昭和25年）8月 理財局為替政策課
- 1951年（昭和26年）4月 理財局為替審査課長補佐
- 1952年（昭和27年）11月 大蔵大臣秘書官事務取扱
- 1954年（昭和29年）11月 大臣官房文書課長補佐
- 1956年（昭和31年）10月 派遣職員（国際通貨基金）
- 1960年（昭和35年）10月1日 銀行局金融制度調査官
- 1962年（昭和37年）6月1日 銀行局中小金融課長
- 1964年（昭和39年）7月6日 銀行局銀行課長
- 1965年（昭和40年）7月23日 大臣官房調査課長
- 1966年（昭和41年）8月1日 大臣官房文書課長
- 1968年（昭和43年）6月25日 関東財務局長
- 1969年（昭和44年）8月15日 大臣官房審議官（銀行局担当）
- 1971年（昭和46年）7月1日 経済企画庁長官官房長
- 1972年（昭和47年）6月27日 銀行局長
- 1974年（昭和49年）6月26日 財務官
- 1976年（昭和51年）6月11日 大蔵省顧問
- 1976年（昭和51年）11月 アジア開発銀行総裁[1]
- 1981年（昭和56年）12月 日本興業銀行顧問
- 1989年（平成元年）4月 東京金融先物取引所理事長[1]
- 1993年（平成5年）11月3日 叙勲一等授瑞宝章
- 2014年（平成26年）3月14日 肺気腫のため死去[4]。94歳没。

## 著書
- 『公債のはなし』（編著、金融財政事情研究会、1965年）